# Peter Dubovský
Peter Dubovský (Bratislava, 7 mei 1972 – Ko Samui (Thailand), 23 juni 2000) was een Slowaaks voetballer.

## Clubcarrière
Zijn voetbalcarrière begon bij FK Vinohrady Bratislava en SK Slovan Bratislava. In 1993 realiseerde hij als eerste Slowaak een toptransfer naar Real Madrid, nadat hij een overgang naar Ajax van de hand had gewezen. In 1995, na twee seizoenen in de Spaanse hoofdstad, verkaste hij naar Real Oviedo. Dit zou zijn laatste profclub zijn. In 2000 kwam hij op 28-jarige leeftijd om het leven toen hij op vakantie in Thailand uitgleed bij een waterval en 20 meter naar beneden viel.

## Interlandcarrière
Als international kwam hij 14 keer in actie (6 goals) voor Tsjecho-Slowakije en 33 keer (12 goals) voor Slowakije. Hij debuteerde op 19-jarige leeftijd op het internationaal toneel, op 13 november 1991 in de wedstrijd tegen Spanje. Dubovský was basisspeler bij de laatste officiële wedstrijd van Tsjecho-Slowakije in Brussel tegen België, op 17 november 1993.
| Interlanddoelpunten voor Tsjecho-Slowakije | Interlanddoelpunten voor Tsjecho-Slowakije | Interlanddoelpunten voor Tsjecho-Slowakije | Interlanddoelpunten voor Tsjecho-Slowakije | Interlanddoelpunten voor Tsjecho-Slowakije | Interlanddoelpunten voor Tsjecho-Slowakije | Interlanddoelpunten voor Tsjecho-Slowakije | Interlanddoelpunten voor Tsjecho-Slowakije |
| №                                          | Datum                                      | Wedstrijd                                  | Goal(s)                                    | Score                                      | Uitslag                                    | Competitie                                 |                                            |
| ------------------------------------------ | ------------------------------------------ | ------------------------------------------ | ------------------------------------------ | ------------------------------------------ | ------------------------------------------ | ------------------------------------------ | ------------------------------------------ |
| 1                                          | 23 september 1992                          | Tsjecho-Slowakije – Faeröer                | 89'                                        | 4 – 0                                      | 4 – 0                                      | WK-kwalificatie                            |                                            |
| 2                                          | 2 juni 1993                                | Tsjecho-Slowakije – Roemenië               | 61'                                        | 3 – 2                                      | 5 – 2                                      | WK-kwalificatie                            |                                            |
| 3                                          | 2 juni 1993                                | Tsjecho-Slowakije – Roemenië               | 80'                                        | 4 – 2                                      | 5 – 2                                      | WK-kwalificatie                            |                                            |
| 4                                          | 2 juni 1993                                | Tsjecho-Slowakije – Roemenië               | 90'                                        | 5 – 2                                      | 5 – 2                                      | WK-kwalificatie                            |                                            |
| 5                                          | 8 september 1993                           | Wales – Tsjecho-Slowakije                  | 67'                                        | 2 – 2                                      | 2 – 2                                      | WK-kwalificatie                            |                                            |
| 6                                          | 27 oktober 1993                            | Tsjecho-Slowakije – Cyprus                 | 10'                                        | 1 – 0                                      | 3 – 0                                      | WK-kwalificatie                            |                                            |
| Interlanddoelpunten voor Slowakije         |                                            |                                            |                                            |                                            |                                            |                                            |                                            |
| №                                          | Datum                                      | Wedstrijd                                  | Goal(s)                                    | Score                                      | Uitslag                                    | Competitie                                 |                                            |
| 1                                          | 20 april 1994                              | Slowakije – Kroatië                        | 17' (pen.)                                 | 1 – 0                                      | 4 – 1                                      | Oefeninterland                             |                                            |
| 2                                          | 20 april 1994                              | Slowakije – Kroatië                        | 60' (pen.)                                 | 2 – 0                                      | 4 – 1                                      | Oefeninterland                             |                                            |
| 3                                          | 12 november 1994                           | Roemenië – Slowakije                       | 56'                                        | 2 – 1                                      | 3 – 2                                      | EK-kwalificatie                            |                                            |
| 4                                          | 8 maart 1995                               | Slowakije – Rusland                        | 29'                                        | 1 – 0                                      | 2 – 1                                      | Oefeninterland                             |                                            |
| 5                                          | 8 maart 1995                               | Slowakije – Rusland                        | 69'                                        | 2 – 0                                      | 2 – 1                                      | Oefeninterland                             |                                            |
| 6                                          | 29 maart 1995                              | Slowakije – Azerbeidzjan                   | 45' (pen.)                                 | 3 – 0                                      | 4 – 1                                      | EK-kwalificatie                            |                                            |
| 7                                          | 11 oktober 1995                            | Slowakije – Polen                          | 31' (pen.)                                 | 1 – 1                                      | 4 – 1                                      | EK-kwalificatie                            |                                            |
| 8                                          | 31 augustus 1996                           | Faeröer – Slowakije                        | 88'                                        | 1 – 2                                      | 1 – 2                                      | WK-kwalificatie                            |                                            |
| 9                                          | 22 augustus 1996                           | Slowakije – Malta                          | 59'                                        | 5 – 0                                      | 6 – 0                                      | WK-kwalificatie                            |                                            |
| 10                                         | 23 oktober 1996                            | Slowakije – Faeröer                        | 20'                                        | 1 – 0                                      | 3 – 0                                      | WK-kwalificatie                            |                                            |
| 11                                         | 5 september 1998                           | Slowakije – Azerbeidzjan                   | 26' (pen.)                                 | 2 – 0                                      | 3 – 0                                      | EK-kwalificatie                            |                                            |
| 12                                         | 10 oktober 1998                            | Liechtenstein – Slowakije                  | 13'                                        | 0 – 2                                      | 0 – 4                                      | EK-kwalificatie                            |                                            |

## Ongeluk
Tijdens een vakantie in Ko Samui (Thailand) kwam Dubovský om bij een duik in het water, een duik waarbij hij met zijn hoofd terechtkwam op de rotsen. Een gevolg van "extreme sport diving", die ook wel "val in het water" wordt genoemd.

## Erelijst
Slovan Bratislava
- Slowaaks voetballer van het jaar

1993
- Topscorer Tsjecho-Slowakije

1992 (27 goals), 1993 (24 goals)
 Real Madrid
- Primera División

1995
- Copa del Rey

1994